# Transculturation
En anthropologie, la transculturation désigne le processus par lequel une communauté emprunte certains matériaux à la culture majoritaire pour se les approprier et les refaçonner à son propre usage.
Ce processus concerne par exemple les rapports entre communauté régionale et nationale, entre communauté marginale et dominante, minoritaire et majoritaire, subordonnée et dominante, etc.
Le concept de transculturation s'oppose à celui d'acculturation qui est plus ancien, et qui désigne l'absorption de la minorité par la culture dominante. Le terme de transculturation, développé notamment par l'ethnologue et anthropologue cubain Fernando Ortiz, permet au contraire de mettre l'accent sur le processus de transformation des deux groupes au contact l'un de l'autre en soulignant les aspects créatifs que cela comporte.
Une illustration de ce processus est donnée par le créole haïtien, résultat des croisements de langues africaines et des mots empruntés principalement à la langue française (y compris aux dialectes régionaux de France).